# Discografia de Bob Dylan
Esta é a discografia do cantor e compositor norte-americano Bob Dylan.
De destacar são os nove álbuns pertencentes à lista dos 500 melhores álbuns de sempre da Revista Rolling Stone: The Freewheelin' Bob Dylan de 1963, Highway 61 Revisited de 1965, Blonde on Blonde de 1966, John Wesley Harding de 1967, Blood on the Tracks de 1975, The Basement Tapes de 1975, Desire de 1976, Time Out of Mind de 1997 e Love and Theft de 2001.

## Álbuns de estúdio
| Bob Dylan                     | 1962 |    | 13 |            |            |  |  |  |
| The Freewheelin' Bob Dylan    | 1963 | 22 | 11 | Platina    |            |  |  |  |
| The Times They Are a-Changin' | 1964 | 20 | 15 | Ouro       |            |  |  |  |
| Another Side of Bob Dylan     | 1964 | 43 | 8  | Ouro       |            |  |  |  |
| Bringing It All Back Home     | 1965 | 6  | 1  | Platina    |            |  |  |  |
| Highway 61 Revisited          | 1965 | 3  | 4  | Platina    | Ouro       |  |  |  |
| Blonde on Blonde              | 1966 | 9  | 3  | 2× Platina |            |  |  |  |
| John Wesley Harding           | 1967 | 2  | 1  | Platina    |            |  |  |  |
| Nashville Skyline             | 1969 | 3  | 1  | Platina    | Ouro       |  |  |  |
| Self Portrait                 | 1970 | 4  | 1  | Ouro       |            |  |  |  |
| New Morning                   | 1970 | 7  | 1  | Ouro       |            |  |  |  |
| Pat Garrett & Billy the Kid   | 1973 | 16 | 29 | Ouro       |            |  |  |  |
| Dylan                         | 1973 | 17 | 10 | Ouro       |            |  |  |  |
| Planet Waves                  | 1974 | 1  | 7  | Ouro       |            |  |  |  |
| Blood on the Tracks           | 1975 | 1  | 4  | 2× Platina | Platina    |  |  |  |
| The Basement Tapes            | 1975 | 7  | 8  | Ouro       |            |  |  |  |
| Desire                        | 1976 | 1  | 3  | 2× Platina | Platina    |  |  |  |
| Street Legal                  | 1978 | 11 | 2  | Ouro       | Platina    |  |  |  |
| Slow Train Coming             | 1979 | 3  | 2  | Platina    | 2× Platina |  |  |  |
| Saved                         | 1980 | 24 | 3  |            |            |  |  |  |
| Shot of Love                  | 1981 | 33 | 6  |            |            |  |  |  |
| Infidels                      | 1983 | 20 | 9  | Ouro       | Ouro       |  |  |  |
| Empire Burlesque              | 1985 | 33 | 11 |            | Ouro       |  |  |  |
| Knocked Out Loaded            | 1986 | 54 | 35 |            |            |  |  |  |
| Down in the Groove            | 1988 | 61 | 32 |            |            |  |  |  |
| Oh Mercy                      | 1989 | 30 | 6  |            | Ouro       |  |  |  |
| Under the Red Sky             | 1990 | 38 | 13 |            |            |  |  |  |
| Good as I Been to You         | 1992 | 51 | 18 |            |            |  |  |  |
| World Gone Wrong              | 1993 | 70 | 35 |            |            |  |  |  |
| Time Out of Mind              | 1997 | 10 | 10 | Platina    | Ouro       |  |  |  |
| Love and Theft                | 2001 | 5  | 3  | Ouro       |            |  |  |  |
| Modern Times                  | 2006 | 1  | 3  | Platina    | Platina    |  |  |  |
| Together Through Life         | 2009 | 1  | 1  |            |            |  |  |  |
| Christmas in the Heart        | 2009 | 1  | 1  |            |            |  |  |  |
| Tempest                       | 2012 | 3  | 3  |            |            |  |  |  |
| Shadows In The Night          | 2015 | 7  | 1  |            |            |  |  |  |
| Fallen Angels                 | 2016 |    |    |            |            |  |  |  |
| Rough and Rowdy Ways          | 2020 | 2  | 1  |            |            |  |  |  |

## Compilações
| Álbum                              | Ano  | Posições | Posições | Certificações | Certificações |
| Álbum                              | Ano  | US       | UK       | U.S.          | CAN           |
| ---------------------------------- | ---- | -------- | -------- | ------------- | ------------- |
| Bob Dylan's Greatest Hits          | 1967 | 10       | 6        | 5× Platina    | 2× Platina    |
| Bob Dylan's Greatest Hits Vol. II  | 1971 | 14       | 12       | 5× Platina    | 2× Platina    |
| Masterpieces                       | 1978 |          |          |               |               |
| Biograph                           | 1985 | 33       |          | Platina       |               |
| Bob Dylan's Greatest Hits Volume 3 | 1994 | 126      |          | Ouro          |               |
| The Best of Bob Dylan, Vol. 1 (RU) | 1997 |          | 6        |               |               |
| The Best of Bob Dylan, Vol. 2 (RU) | 2000 |          |          |               |               |
| The Essential Bob Dylan            | 2000 | 67       | 9        | Platina       |               |
| The Best of Bob Dylan (EUA)        | 2005 |          |          |               |               |
| Bob Dylan: The Collection          | 2007 |          |          |               |               |
| Dylan (Versão disco single)        | 2007 | 3        | 10       | Ouro          |               |
| Dylan (Versão Deluxe)              | 2007 | 93       |          |               |               |

## Ao vivo
| Álbum                                                                   | Ano  | Posições | Posições  | Certificações | Certificações |
| ----------------------------------------------------------------------- | ---- | -------- | --------- | ------------- | ------------- |
| Álbum                                                                   | Ano  | US 200   | UK Albums | U.S.          | CAN           |
| Before the Flood                                                        | 1974 | 3        | 8         | Platina       |               |
| Hard Rain                                                               | 1976 | 17       | 3         | Ouro          |               |
| Bob Dylan at Budokan                                                    | 1979 | 13       | 4         | Ouro          | Ouro          |
| Real Live                                                               | 1984 | 115      | 54        |               |               |
| Dylan & The Dead                                                        | 1989 | 37       | 38        | Ouro          |               |
| The 30th Anniversary Concert Celebration                                | 1993 | 40       |           |               |               |
| MTV Unplugged                                                           | 1995 | 23       | 10        | Ouro          |               |
| Live 1961-2000: Thirty-Nine Years of Great Concert Performances (Japão) | 2001 |          |           |               |               |
| Live at the Gaslight 1962                                               | 2005 |          |           |               |               |
| Live at Carnegie Hall 1964                                              | 2005 |          |           |               |               |

## The Bootleg Series
| Álbum                                                                           | Ano  | Posições | Posições | Certificações | Certificações |
| Álbum                                                                           | Ano  | US       | UK       | U.S.          | CAN           |
| ------------------------------------------------------------------------------- | ---- | -------- | -------- | ------------- | ------------- |
| The Bootleg Series Volumes 1–3 (Rare & Unreleased) 1961–1991                    | 1991 | 49       | 32       | Ouro          |               |
| The Bootleg Series Vol. 4: Bob Dylan Live 1966, The "Royal Albert Hall" Concert | 1998 | 31       | 19       | Ouro          |               |
| The Bootleg Series Vol. 5: Bob Dylan Live 1975, The Rolling Thunder Revue       | 2002 | 56       | 69       | Ouro          |               |
| The Bootleg Series Vol. 6: Bob Dylan Live 1964, Concert at Philharmonic Hall    | 2004 | 28       | 33       |               |               |
| The Bootleg Series Vol. 7: No Direction Home: The Soundtrack                    | 2005 | 16       | 21       | Ouro          |               |
| The Bootleg Series Vol. 8: Tell Tale Signs (Versão dupla)                       | 2008 | 6        | 9        |               |               |
| The Bootleg Series Vol. 8: Tell Tale Signs (Versão Deluxe)                      | 2008 |          |          |               |               |
| The Bootleg Series Vol. 9: The Witmark Demos: 1962–1964                         | 2010 | 12       | 18       |               |               |

## Singles
| Ano  | Single                                                                       | Tabelas | Tabelas | Tabelas | Álbum                                                        |
| Ano  | Single                                                                       | US      | US Main | UK      | Álbum                                                        |
| ---- | ---------------------------------------------------------------------------- | ------- | ------- | ------- | ------------------------------------------------------------ |
| 1962 | "Mixed-Up Confusion" / "Corrina, Corrina"                                    | -       | -       | -       | Não é single do disco / Biograph                             |
| 1963 | "Blowin' in the Wind"                                                        | -       | -       | -       | The Freewheelin' Bob Dylan                                   |
| 1965 | "The Times They Are a-Changin'"                                              | -       | -       | 9       | The Times They Are a-Changin'                                |
| 1965 | "Maggie's Farm"                                                              | -       | -       | 22      | Bringing It All Back Home                                    |
| 1965 | "Subterranean Homesick Blues"                                                | 39      | -       | 9       | Bringing It All Back Home                                    |
| 1965 | "Like a Rolling Stone"                                                       | 2       | -       | 4       | Highway 61 Revisited                                         |
| 1965 | "Positively 4th Street"                                                      | 7       | -       | 8       | Não é single do disco / Biograph / Bob Dylan's Greatest Hits |
| 1965 | "Can You Please Crawl Out Your Window?"                                      | 58      | -       | 17      | Não é single do disco / Biograph                             |
| 1966 | "One of Us Must Know (Sooner or Later)"                                      | 119     | -       | 33      | Blonde on Blonde                                             |
| 1966 | "Rainy Day Women No. 12 & 35"                                                | 2       | -       | 7       | Blonde on Blonde                                             |
| 1966 | "I Want You"                                                                 | 20      | -       | 16      | Blonde on Blonde                                             |
| 1966 | "Just like a Woman"                                                          | 33      | -       | -       | Blonde on Blonde                                             |
| 1967 | "Leopard-Skin Pill-Box Hat"                                                  | 81      | -       | -       | Blonde on Blonde                                             |
| 1969 | "I Threw It All Away"                                                        | 85      | -       | 30      | Nashville Skyline                                            |
| 1969 | "Lay Lady Lay"                                                               | 7       | -       | 5       | Nashville Skyline                                            |
| 1969 | "Tonight I'll Be Staying Here with You"                                      | 50      | -       | -       | Nashville Skyline                                            |
| 1970 | "Wigwam"                                                                     | 41      | -       | -       | Self Portrait                                                |
| 1971 | "Watching the River Flow"                                                    | 41      | -       | 24      | Bob Dylan's Greatest Hits Vol. II / Não é single do disco    |
| 1971 | "If Not for You"                                                             | -       | -       | -       | New Morning                                                  |
| 1971 | "George Jackson"                                                             | 33      | -       | -       | Não é single do disco                                        |
| 1973 | "Knockin' on Heaven's Door"                                                  | 12      | -       | 14      | Pat Garrett & Billy the Kid                                  |
| 1973 | "A Fool Such as I"                                                           | 55      | -       | -       | Dylan                                                        |
| 1974 | "On a Night Like This"                                                       | 44      | -       | -       | Planet Waves                                                 |
| 1974 | "Something There Is About You"                                               | 107     | -       | -       | Planet Waves                                                 |
| 1974 | "Most Likely You Go Your Way (And I'll Go Mine)" (com The Band)              | 66      | -       | -       | Before the Flood                                             |
| 1974 | "All Along the Watchtower"                                                   | -       | -       | -       | Before the Flood                                             |
| 1975 | "Tangled Up in Blue"                                                         | 31      | -       | -       | Blood on the Tracks                                          |
| 1975 | "Hurricane"                                                                  | 33      | -       | 43      | Desire                                                       |
| 1976 | "Mozambique"                                                                 | 54      | -       | -       | Desire                                                       |
| 1977 | "Rita May"                                                                   | 110     | -       | -       | Não é single do álbum                                        |
| 1978 | "Is Your Love in Vain?"                                                      | -       | -       | 56      | Street Legal                                                 |
| 1978 | "Baby Stop Crying"                                                           | -       | -       | 13      | Street Legal                                                 |
| 1978 | "Changing of the Guards"                                                     | -       | -       | -       | Street Legal                                                 |
| 1979 | "Gotta Serve Somebody"                                                       | 24      | -       | -       | Slow Train Coming                                            |
| 1979 | "Precious Angel"/"Trouble in Mind"                                           | -       | -       | -       | Slow Train Coming                                            |
| 1980 | "Man Gave Names to All the Animals"                                          | -       | -       | -       | Slow Train Coming                                            |
| 1980 | "Solid Rock"                                                                 | -       | -       | -       | Saved                                                        |
| 1980 | "Saved"                                                                      | -       | -       | -       | Saved                                                        |
| 1981 | "Shot of Love"                                                               | -       | 38      | -       | Shot of Love                                                 |
| 1981 | "Heart of Mine"                                                              | -       | -       | -       | Shot of Love                                                 |
| 1983 | "Union Sundown"                                                              | -       | -       | 90      | Infidels                                                     |
| 1984 | "Jokerman"                                                                   | -       | -       | -       | Infidels                                                     |
| 1984 | "Sweetheart Like You"                                                        | 55      | -       | -       | Infidels                                                     |
| 1985 | "Tight Connection to My Heart (Has Anybody Seen My Love?)"                   | 103     | 19      | -       | Empire Burlesque                                             |
| 1985 | "When the Night Comes Falling from the Sky"                                  | -       | -       | -       | Empire Burlesque                                             |
| 1986 | "Band of the Hand"                                                           | -       | 28      | -       | Não é single do álbum                                        |
| 1986 | "Got My Mind Made Up"                                                        | -       | 23      | -       | Knocked Out Loaded                                           |
| 1988 | "Silvio"                                                                     | -       | 5       | -       | Down in the Groove                                           |
| 1989 | "Everything Is Broken"                                                       | -       | 8       | 98      | Oh Mercy                                                     |
| 1989 | "Slow Train" (com The Grateful Dead)                                         | -       | 8       | -       | Dylan & The Dead                                             |
| 1990 | "Unbelievable"                                                               | -       | 21      | 93      | Under the Red Sky                                            |
| 1993 | "My Back Pages"                                                              | -       | 26      | -       | The 30th Anniversary Concert Celebration                     |
| 1995 | "Dignity"                                                                    | -       | -       | 33      | MTV Unplugged                                                |
| 1998 | "Not Dark Yet"                                                               | -       | -       | -       | Time Out of Mind                                             |
| 1998 | "Love Sick"                                                                  | -       | -       | 64      | Time Out of Mind                                             |
| 2000 | "Things Have Changed"                                                        | -       | -       | 58      | Wonder Boys                                                  |
| 2006 | "Someday Baby"                                                               | 98      | -       | -       | Modern Times                                                 |
| 2007 | "Most Likely You'll Go Your Way (And I'll Go Mine)" (Mark Ronson Re-Version) | -       | -       | 51      | Dylan promoção / Não é single do disco                       |
| 2008 | "Dreamin' of You"                                                            | -       | -       | -       | The Bootleg Series Vol. 8: Tell Tale Signs                   |
| 2009 | Beyond Here Lies Nothin'                                                     | -       | -       | -       | Together Through Life                                        |